# Bracon ahngeri
Bracon ahngeri är en stekelart som beskrevs av Telenga 1936. Bracon ahngeri ingår i släktet Bracon och familjen bracksteklar. Inga underarter finns listade.